# 饶侯国
饶侯国，西汉时设置的侯国。
地节四年（前66年），汉宣帝封胶东戴王刘通平之子刘成为饶侯，置饶侯国，治所在今山东省寿光市东北。东汉省。 